# ZX Auto
Hebei Zhongxing Automobile Co., Ltd. – chińska spółka typu joint venture, będąca własnością przedsiębiorstw Hebei Tianye Automobile (Group) Corporation oraz Taiwan Unite Leading Corporation. Przedsiębiorstwo zajmuje się produkcją pick-upów oraz samochodów sportowo-użytkowych sprzedawanych pod marką Zxauto.
Spółka została założona w 1999 roku, a jej siedziba mieści się w Baoding, w prowincji Hebei.
Wielkość produkcji w 2003 roku wyniosła ponad 28 000 samochodów.

## Galeria

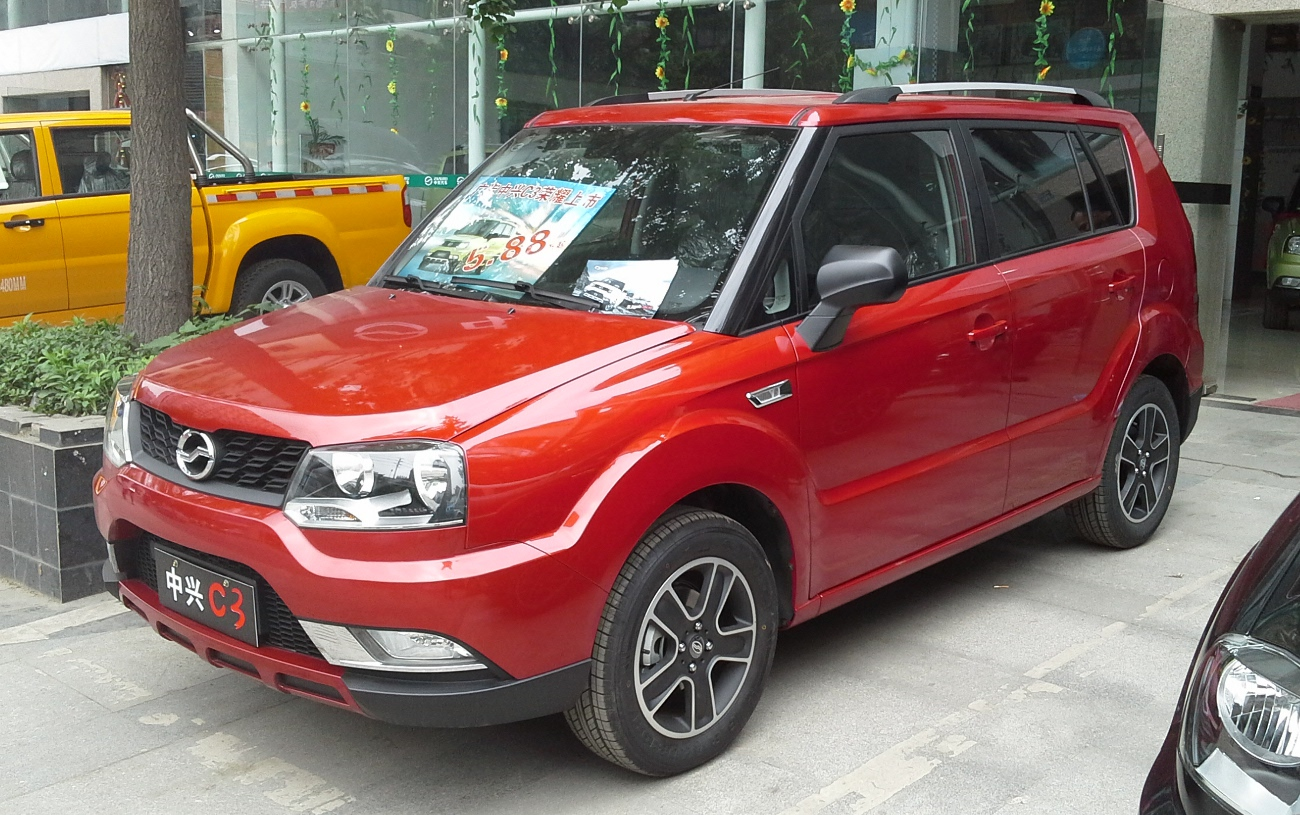
ZX C3 Urban Ark
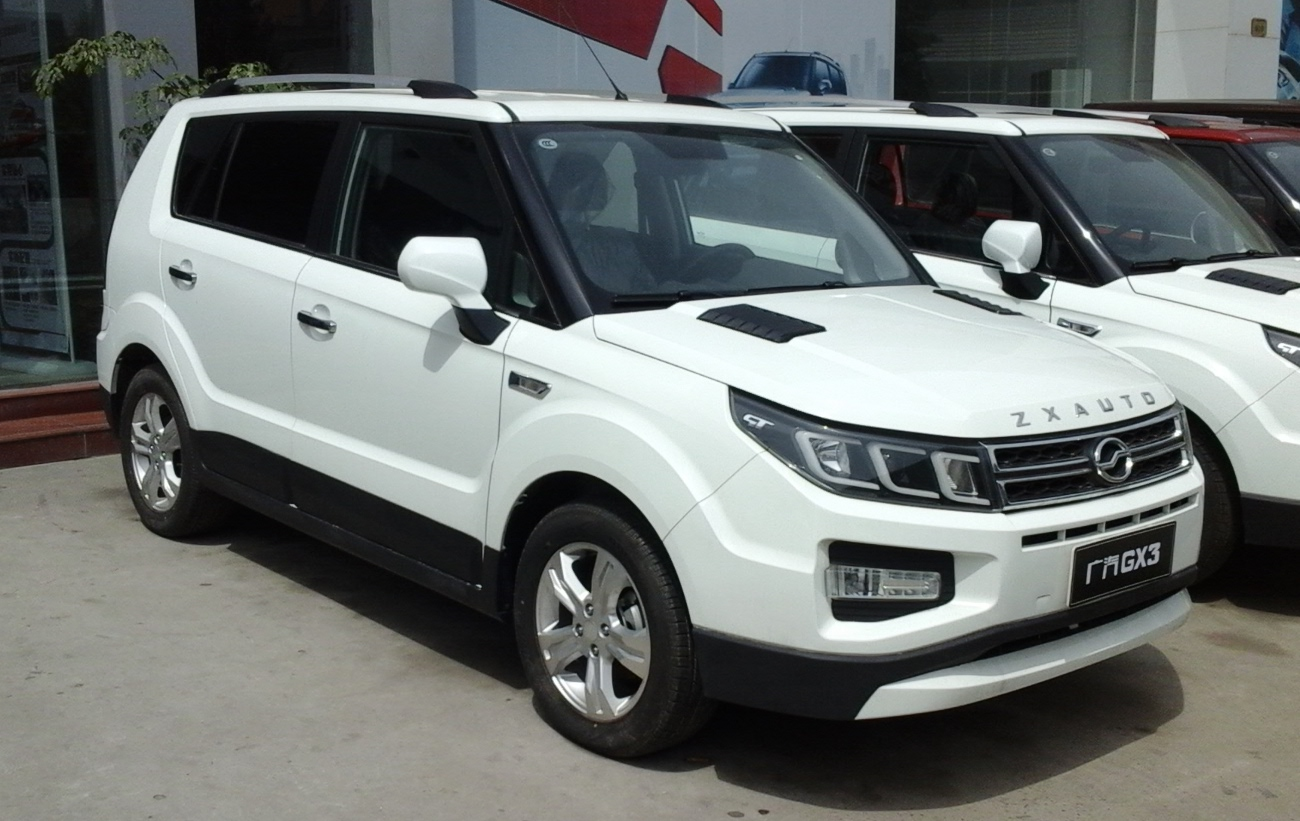
ZX GX3
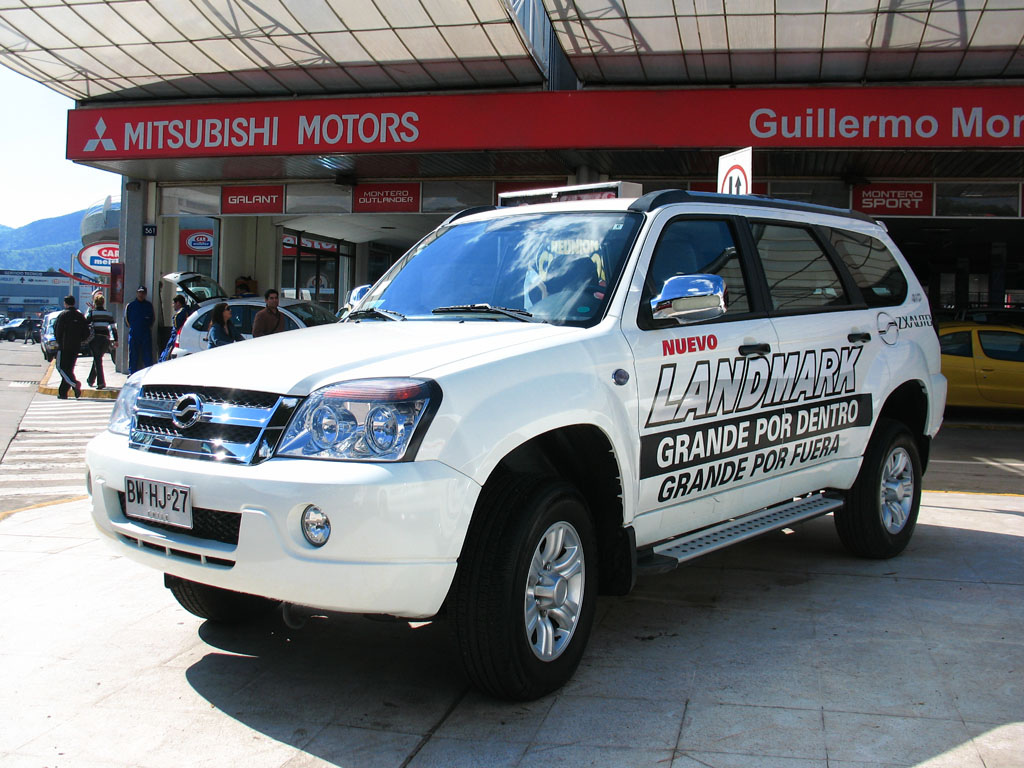
ZX Landmark
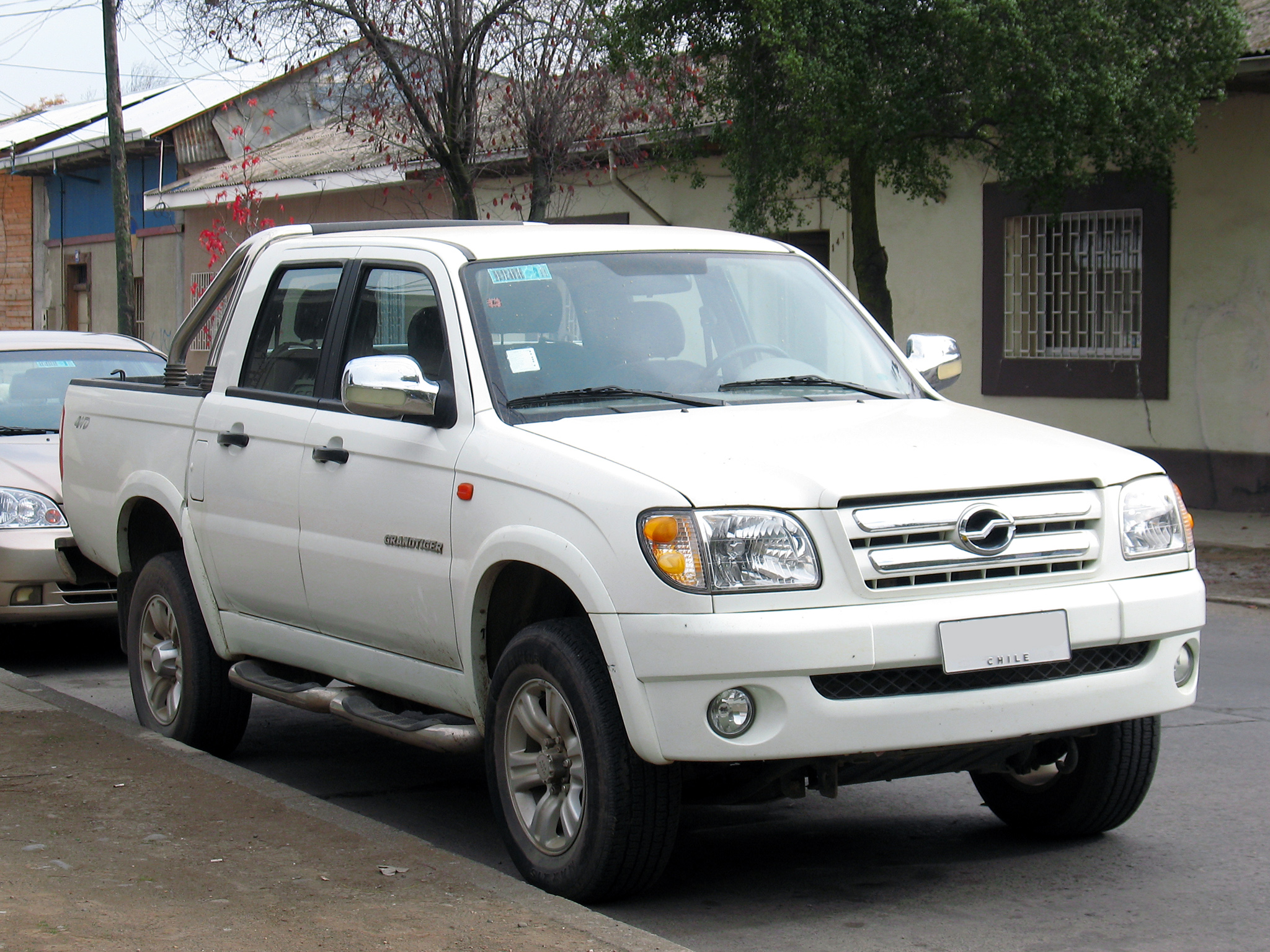
ZX Grand Tiger, który m.in. montowany był w zakładach Ursusa w Lublinie